# Geïntegreerd onderwijs
Geïntegreerd Onderwijs (GOn), in Vlaanderen, was een samenwerkingsvorm tussen het gewoon onderwijs en buitengewoon onderwijs. 
Tot en met 31/8/17 konden leerlingen die aan bepaalde voorwaarden voldeden beroep doen op GON of ION. Deze vormen van ondersteuning bestaan vanaf 1/9/17 niet meer in dezelfde vorm.... 

## Doelgroep
Leerlingen met een handicap, leer - of opvoedingsbeperkingen kunnen door het GOn tijdelijk of permanent, gedeeltelijk of volledig in het gewone onderwijs terecht.
Soms gaat het om leerlingen die al een tijd in het buitengewoon onderwijs hebben doorgebracht, en dan via een gewone school hun onderwijs voortzetten, soms zijn het leerlingen die wel in aanmerking komen voor buitengewoon onderwijs vanwege hun handicap, maar verkiezen in het gewoon onderwijs te blijven.
Het GOn werd als proefproject gestart in 1970, en breidde sindsdien alsmaar uit. Rond 2000 werd daarnaast het ION-project opgestart, specifiek voor kinderen met een matige mentale handicap, waarbij de klemtoon ligt op inclusie eerder dan op integratie.

## Voorwaarden
Om voor Geïntegreerd onderwijs (GOn) in aanmerking te komen moet de leerling beschikken over een "attest buitengewoon onderwijs", dat na onderzoek wordt opgesteld door een Centrum voor Leerlingenbegeleiding (CLB).
Daarnaast moet er een individueel "integratieplan" worden opgesteld. Dit is een overeenkomst of werkplan tussen de verschillende partijen:
- de leerling zelf, of bij minderjarigheid zijn/haar ouders
- de gastschool, d.i. de gewone school waar de leerling les volgt
- de dienstverlenende school, d.i. de school voor buitengewoon onderwijs
- het CLB

Het integratieplan vermeldt het aantal uren extra ondersteuning waarop de leerling recht heeft. Ook het gebruik van extra hulpmiddelen wordt vastgelegd. Eventueel worden ook afspraken gemaakt over vrijstelling van sommige lessen. Meestal komt iemand van de school voor buitengewoon onderwijs (de GOn-begeleid(st)er) één of twee uur per week met de leerling werken. Dikwijls ondersteunt deze persoon ook de ouders en de school, omdat hij/zij goed geplaatst is om uitleg te geven hoe ouders en leerkrachten met leerlingen, met een beperking, best omgaan. De ernst van de beperking bepaalt mee op hoeveel uren Gon-ondersteuning de leerling recht heeft.
Er is ook een tussenvorm mogelijk, waarbij de leerling de lessen gedeeltelijk in een gewone school volgt, en gedeeltelijk in de school voor buitengewoon onderwijs.

## Onderwijsniveau en -type
Het "Geïntegreerd onderwijs" wordt, zoals het buitengewoon onderwijs georganiseerd op het niveau van het kleuter, lager en secundair onderwijs.
In het hoger onderwijs bestaat er geen buitengewoon onderwijs, maar kunnen leerlingen toch GOn-begeleiding krijgen, als voortzetting van hun GOn-statuut in het secundair onderwijs. Zij worden dan begeleid vanuit een school voor buitengewoon secundair onderwijs.
Gon is slechts mogelijk voor de volgende types van buitengewoon onderwijs:
- type 3: leerlingen met ernstige emotionele en/of gedragsproblemen; d.i. structurele en/of functionele stoornissen in het affectief-dynamisch en relationeel aspect van de persoonlijkheid, zodat orthopedagogische en psychotherapeutische maatregelen nodig zijn.
- type 4: voor leerlingen met motorische beperking.
- type 6: voor leerlingen met een visuele beperking.
- type 7: voor leerlingen met een auditieve beperking,
- type 8: voor kinderen met ernstige leerstoornis, dus normaal begaafde leerlingen met een normaal gehoor- en gezichtsvermogen met stoornissen in de taalontwikkeling of het leren spreken en/of bij het leren lezen, schrijven en rekenen die dermate ernstig zijn dat bijzondere hulp in het gewoon onderwijs niet kan volstaan.

Voor leerlingen met een attest type 2 is het GOn slechts mogelijk op kleuterniveau, en dan nog enkel op papier, want de school voor Buitengewoon onderwijs krijgt geen middelen om te ondersteunen. Deze leerlingen kunnen na de kleuterschool terecht in het ION-project (Inclusief onderwijs), wat echter beperkt is tot 50 leerlingen voor heel Vlaanderen. Voor type 8 bestaat het GOn alleen op het niveau van het lager onderwijs, omdat ze verondersteld worden te kunnen doorstromen naar het gewoon secundair onderwijs.

## Evolutie
In 2006-2007 ging het om 5.439 Gon-leerlingen in het Lager Onderwijs, en een kleine 2000 leerlingen in het secundair onderwijs. De grootste doelgroep zijn leerlingen met een autismespectrumstoornis.
Het leerzorgkader dat minister Vandenbroucke sinds 2005 uitwerkt, zal een sterke invloed hebben op het geïntegreerd onderwijs. In deze nieuwe structuur zou GOn als dusdanig niet meer bestaan. Vanzelfsprekend zullen deze leerlingen dan op een andere manier de extra ondersteuning krijgen die ze nodig hebben. Dit leerzorgkader was een van de uitgangspunten voor het M-decreet vanaf 1 september 2015. Er dreigt nu wel een overlapping tussen beide begeleidingsinstrumenten van het inclusief onderwijs. De minister heeft voor 2015-2016 daarom het aantal GOn-uren bevroren, in afwachting van een aangepaste regelgeving vanaf september 2016.